# Stefan Konstantin
Stefan Konstantin, född 1283, död 1322, var kungariket Serbien regent från 1321 till 1322.